# Karl Bořiwog Presl
Karl Bořiwog Presl (ur. 17 lutego 1794 w Pradze, zm. 8 października 1852 tamże) – czeski botanik. Jego pierwsze imię – Karl występować może jako Karel, Carl albo Carel, natomiast jego drugie imię Bořiwog jest zapisywane jest często jako Bořivoj. Jako botanik podpisywany jest „C.Presl“; wcześniej używano także podpisu „K. B. Presl“.
Presl był profesorem historii przyrody i technologii. Jego brat Jan Svatopluk Presl był profesorem zoologii i mineralogii.

## Wyróżnienia
Na cześć Karla i jego brata nazwany został rodzaj Preslia odkryty przez Philippa Maximiliana Opiza należący do rodziny jasnotowatych. Ponadto od 1914 roku ukazywała się gazeta o nazwie Preslia.

## Dzieła
- Reliquiae Haenkeanae… w latach 1825–1835
- Flora sicula, exhibens plantas vasculosas in Sicilia…  – 1826
- Symbolae botanicae… w latach 1830–1858
- Prodromus monographiae Lobeliacearum… – 1836
- Tentamen pteridographiae 1836, Suppl. – 1845
- Hymenophyllaceae – 1843
- Epimeliae botanicae – 1851